# Gemål Dun
Gemål Dun, född 1746, död 1806, var en manchuisk adelskvinna. Hon var en av Qianlong-kejsarens konkubiner.
Hon tillhörde en av de Åtta fänikornas familjeklaner. Hon valdes ut till det kejserliga haremet i den förbjudna staden i Peking vid en okänd tidpunkt. 
Hon noteras först då hon 1763 befordrades till hovdam som "Första Assistent Yong", 1766 till "Ädel Dam Yong", 1772 till Konkubin Dun och 1774 till Gemål Dun. Hon födde 1775 kejsarens favoritdotter prinsessan Hexiao, och kejsarens nära relation till hennes dotter gynnade även Dun. År 1778 gav Dun order om att en hovpiga skulle bestraffas fysiskt, vilket ledde till hovpigans död. Detta var enligt lagen mord och orsakade skandal, men kejsaren ville inte döma henne till döden. Han tog ifrån henne titeln Gemål och tvingade henne betala böter till hovpigans familj. Hon återfick sin titel Gemål 1780. Hon överlevde kejsarens död och avled 1806. 